# Res (Sängerin)

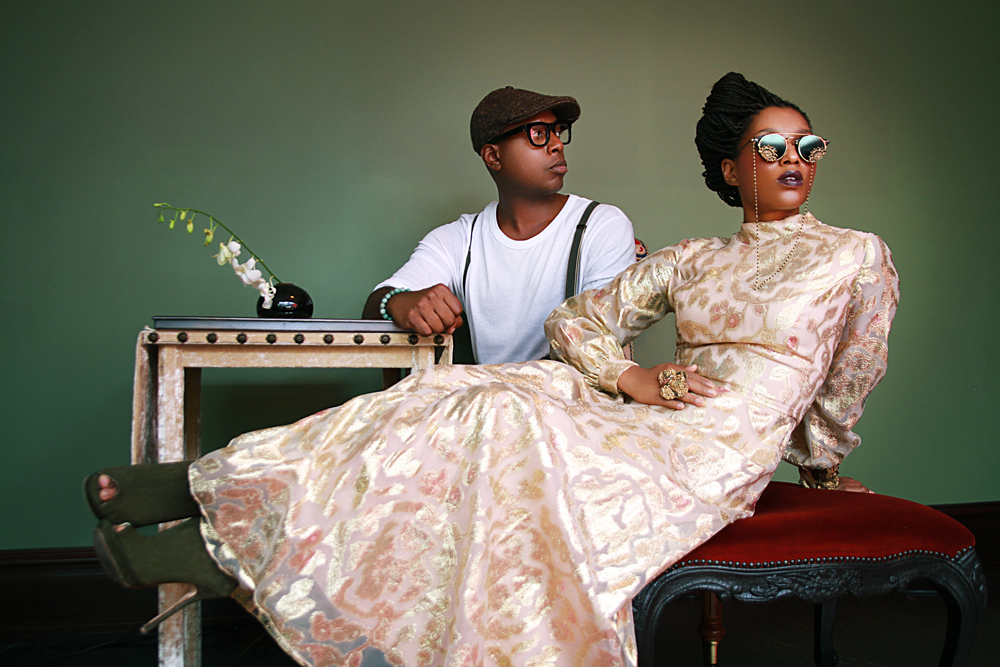
Res (rechts) mit Talib Kweli (links) als Idle Warship im Jahr 2011

Res (bürgerlich Shareese Renée Ballard) ist eine US-amerikanische Sängerin und Songwriterin.

## Solokarriere
2001 erschien Res’ Debütalbum „How I Do“ bei MCA Records. Als erste Singles wurden „Golden Boys“ und „Ice King“ veröffentlicht. Die dritte Single, „They-Say Vision“, geschrieben von Santi White und Martin „Doc“ McKinney, brachte schließlich den Durchbruch und erreichte #1 der Billboard Dance Charts.
2003 erschien ihre Version des Jefferson-Starship-Songs „Miracles“ auf dem Soundtrack des Films Manhattan Love Story. 2006 erschien ein weiterer Song, „To Empower“, auf dem Soundtrack des Filmdramas „Akeelah ist die Größte“ (Akeelah and the Bee).
2009 veröffentlichte Res ihr zweites Album, „Black.Girls.Rock“, auf Snocap und iTunes sowie als limitierte Auflage auf CD.
Im August 2010 kündigte sie ihr drittes Soloalbum, „Reset“, an, das erneut von Martin „Doc“ McKinney, dem Produzenten des erfolgreichen Debütalbums, produziert werden soll. Zunächst erschien jedoch 2013 die EP „Refried Mac“ mit fünf Coverversionen von Fleetwood-Mac-Songs.

## Idle Warship
2009 formierten Res und der Rapper Talib Kweli das Duo Idle Warship. In dieser Formation gingen sie im gleichen Jahr auf Europa-Tournee, die sie auch nach Deutschland führte. 2010 erschien die Kompilation „Party Robots Mixtape“. Das Debütalbum „Habits of the Heart“ erschien 2011.

## Diskografie

### Alben
- 2001: How I do (MCA Records)
- 2009: Black.Girls.Rock! (derzeit nicht erhältlich)
- 2011: Habits of the Heart (Idle Warship, Blacksmith Records/Fontana)
- 2013: Refried Mac EP (als Download, Javotti Media/EOne Records)
- angekündigt: Reset (Javotti Media/EOne Records)

### Singles
- 2001: Golden Boys
- 2001: Ice King
- 2002: They-Say Vision
- 2002: Sittin’ Back
- 2009: There is No Way

### Kompilationen
- 2010: Party Robots Mixtape (Idle Warship)
- 2011: A Box of Chocolates (als Download)